# Schlesische Provinzialblätter

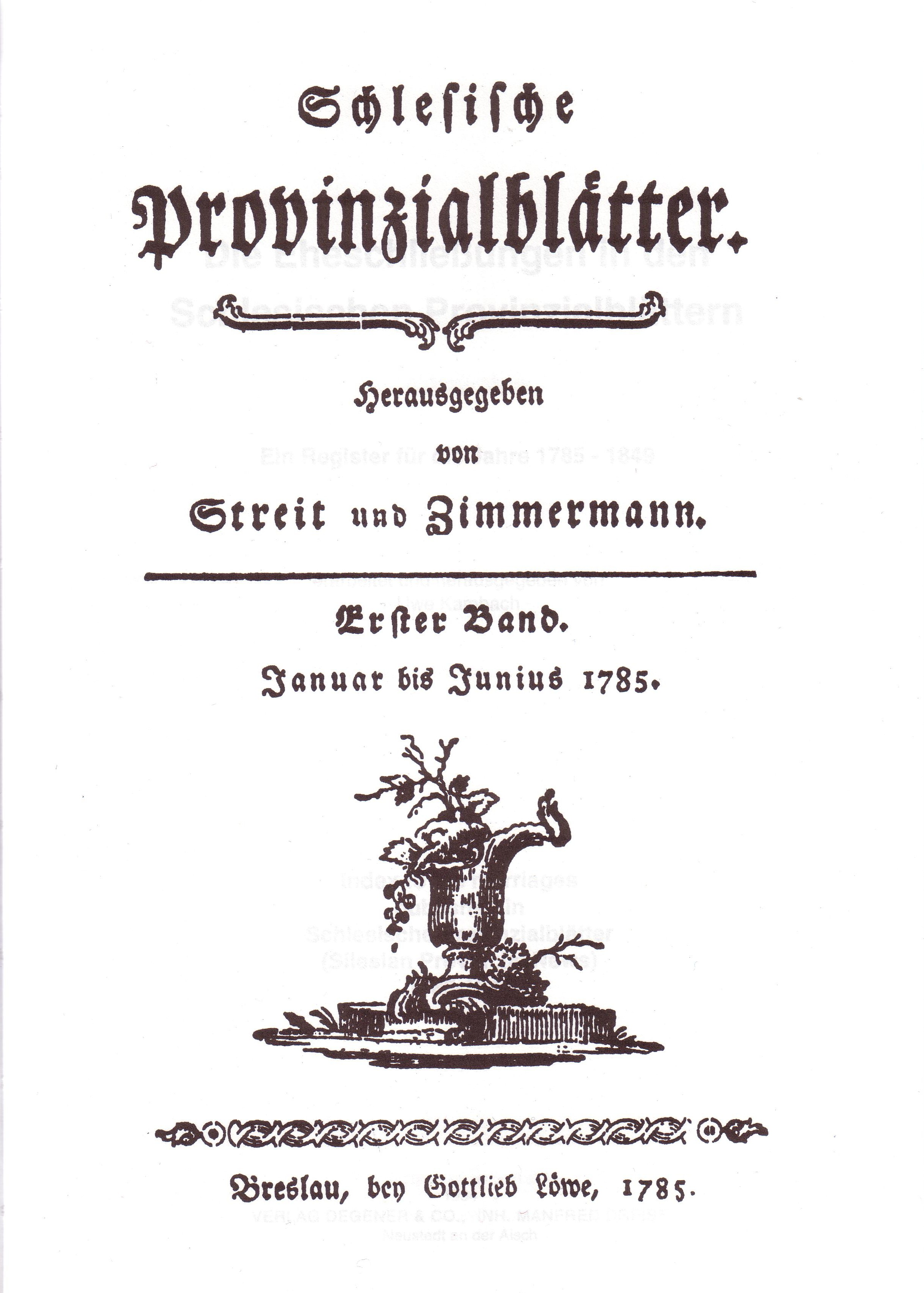
Titel der Schlesischen Provinzialblätter

„Schlesische Provinzialblätter“ ist der Name eines monatlichen Journals, das in den Jahren 1785–1849 von Karl Konrad Streit (1751–1826) und (bis 1812) Friedrich Albert Zimmermann (1745–1815) in Breslau (Schlesien) zunächst im Verlag Gottlieb Löwe (1785–1791), später im Verlag Wilhelm Gottlieb Korn herausgegeben wurde. Heute dienen die Ausgaben dieser Zeitschrift als wichtige genealogische Quelle.

## Entstehungsgeschichte
Auf einem gesellschaftlichen Treffen in Breslau zu Beginn des Jahres 1784 wurde vereinbart, dass die beiden Beamten der Kriegs- und Domänenkammer zu Breslau, Streit und Zimmermann, mit der Herausgabe beginnen sollten. Eine erste Ankündigung des „neuen Journals“ erschien noch im selben Jahr, doch erst der 31. Januar 1785 war das Ausgabedatum des ersten blauen Bändchens.
Der letzte Band der „Schlesischen Provinzialblätter“ mit der Nummer 130 erschien im Dezember 1849. Erst 1862 gab Theodor Oelsner unter dem Namen „Schlesische Provinzialblätter – Neue Folge“ und bis 1875 noch unter anderen Namen Fortsetzungen heraus.

## Auflage, Verbreitung und Leser
Die Provinzialblätter erschienen monatlich mit etwa 100 Seiten. Jeweils 6 Hefte wurden in einem Band zusammengefasst; pro Jahr erschienen also 2 Bände. Dieses Journal war ein für seine Zeit bedeutendes Periodikum, das wesentlich zum Aufbau und zur Wahrung der schlesischen Identität beigetragen hat. Mit einer Auflage von 2.100 Exemplaren (1840) gehörte es zu den auflagenstärksten Zeitschriften Deutschlands und zum wichtigsten Nachrichtenmagazin Schlesiens.
Im Jahr 1826 hatten die Provinzialblätter Korrespondenten in 63 Ortschaften Schlesiens. Es waren ehrenamtlich Tätige, die im Hauptberuf Pfarrer, Kantoren, Buchhändler oder Beamte waren. Je nach persönlichem Engagement bzw. überhaupt Existenz eines solchen Mitarbeiters richtete sich natürlich die Nachrichtendichte aus dieser und über diese Region oder Ortschaft.
Die „Schlesischen Provinzialblätter“ waren gewissermaßen die Pflichtlektüre des schlesischen Bildungsbürgertums und Adels. Zu ihren Lesern gehörten Beamte aus Verwaltung und Kirche, Kirchenbedienstete wie Kantoren oder Pfarrer, Offiziere, Gutsbesitzer und Gutspächter, Ärzte, Apotheker und Kaufleute.

## Inhalt
"Die Provinzialblätter wollen 1. alle Fortschritte, die Kultur, Industrie, Moralität und Aufklärung in dieser Provinz tun, zur Erweckung, auch die Rückschritte, soweit es die Klugheit erlaubet, zur Scheu berichten. Sie breiten sich über Religions- und Erziehungswesen, über Literatur, Polizei, Handel, Manufakturen, Künste, Ökonomie, Naturkunde, Justiz, Arzneikunde usw. aus. …. Dem Zweck der Monatsschrift gemäß aber werden vorzüglich Aufsätze gewünscht, die auf das Bedürfnis Schlesiens, auf seinen Grad der Kultur, der Moralität, der Aufklärung, auf seine Vorurteile usw. stete Rücksicht nehmen oder die zu nähern Kenntnis dieses Landes durch möglichst detaillierte Beschreibungen guter heimischer Anstalten, fehlerhafter Einrichtungen, Gebräuche usw. führen." (Quelle: Schlesische Provinzialblätter, Band 1, 1785)
Grundsätzliches Interesse der Herausgeber war also, alle interessanten Nachrichten von und für Schlesien zu veröffentlichen und „den Schlesier mit seinem eigenen Vaterlande näher bekannt machen.“ Ab 1793 wurden die Provinzialblätter um einen Anhang aus Privat- und Geschäftsanzeigen sowie um eine „Literarische Chronik Schlesiens“ ergänzt.

## Aktuelle Bedeutung
Gerade die zahlreich enthaltenen Familienanzeigen ebenso wie der Anhang der Provinzialblätter sind noch heute für Genealogen von besonderer Bedeutung, da hier nicht nur Nachrichten über Geburt, Hochzeit und Tod verzeichnet, sondern besonders die Nachrufe und Lebensläufe Verstorbener interessant sind.